# Melchor Aymerich
Melchor de Aymerich y Villajuana (Ceuta, 5 gennaio 1754 – L'Avana, 11 ottobre 1836) è stato un militare spagnolo, ultimo presidente dell'Audiencia Reale di Quito, nell'attuale Ecuador.

## Biografia
Entrò nell'esercito nel 1762 all'età di appena 8 anni, col grado di cadetto. Venne mandato oltreoceano nel 1777 per la spedizione di riconquista della Colonia del Sacramento, finita in mani portoghesi. Nel 1800 fu promosso al grado di "Comandante del Corpo di Artiglieria" di Siviglia, e due anni più tardi, dopo aver contratto matrimonio con Josefa Espinosa de los Monteros y Avilés, ritorna in Sudamerica come Comandante militare di Cuenca, nella Audiencia Reale di Quito.
Nel 1809 iniziano le rivolte popolari a Quito, che deposto il Presidente della Real Audiencia, il conte Ruiz de Castilla, formano una giunta sovrana al comando della regione. Nel 1813 Aymerich riconquista Quito, venendo proclamato Maresciallo di Campo. Dopo un'altra battaglia vinta coi rivoltosi, occupa la presidenza dell'Audiencia dal 1816 al 1822, fino a quando non venne sconfitto dall'esercito indipendentista comandato da Antonio José de Sucre nella Battaglia di Pichincha. Dopo la capitolazione, Sucre concesse il massimo rispetto e l'onore della sconfitta ad Aymerich, permettendogli un salvacondotto per lasciare Quito via Guayaquil e Panama. Fu così l'ultimo presidente e governatore di Quito, dopo quasi 300 anni da quando il conquistador Sebastián de Belalcázar mise le mani sulla città.
I suoi ultimi anni li passerà a Cuba, dove muore nel 1836.